# Perception (Journal)
Perception ist eine naturwissenschaftliche Fachzeitschrift, die sich mit den Themen der biologischen und psychologischen Prozesse der Wahrnehmung und Verarbeitung von visuellen Reizen bei Menschen, Tieren und Maschinen beschäftigt.
Die Zeitschrift besitzt einen Impact Factor von 1,7 und einen 5-Jahres-Impact Factor von 1,7 (Stand: 2023).